# Boissy-Saint-Léger

Boissy-Saint-Léger este o comună în departamentul Val-de-Marne, Franța. În 2009 avea o populație de 16,248 de locuitori.